# Emily Jacir
Emily Jacir (Bethlehem, 1970) is een Palestijns-Amerikaans beeldend kunstenaar.

## Leven
Jacir werd geboren op de Westelijke Jordaanoever en groeide op in Saoedi-Arabië. Ze volgde de middelbare school in Rome.
Aan de Universiteit van Dallas in Irving behaalde ze haar bachelor en in Memphis behaalde ze haar Master of Fine Arts (MFA) aan het Memphis College of Art.
Na haar opleiding woonde ze in Texas, Palestina, Colorado, Frankrijk en New York. Sindsdien woont ze afwisselend in Ramallah, terwijl ze werkt aan de Universiteit van Bir Zeit, en in de stad New York. Het werk van Jacir wordt sinds de jaren 90 wereldwijd tentoongesteld.

## Werk
Haar werk is politiek geëngageerd en behandelt in het bijzonder de Nakba en het conflict tussen Israël en de Palestijnen. In 2001 creëerde ze het Memorial to 418 Palestinian Villages Destroyed, Depopulated and Occupied by Israel in 1948, een vluchtelingentent met daarop de namen van 418 Palestijnse dorpen die werden verwoest of ontvolkt gedurende en na de Arabisch-Israëlische Oorlog van 1948. Het werk maakte ze bewust niet af om er uitdrukking aan te geven aan de idee dat deze situatie nog steeds gaande was.
Dankzij haar tweede, Amerikaanse, paspoort heeft ze meer vrijheid om te reizen en was ze in staat verschillende producties te maken in het grensgebied tussen de Palestijnse gebieden en Israël. Hierdoor kon ze videodocumentaires maken als Crossing Surda en Where We Come From, beide uit 2003, en Jerusalem-Hebron Road uit 2006.

## Onderscheidingen
- 2007: Prins Claus Prijs
- 2007: Gouden Leeuw van de Biënnale van Venetië
- 2008: Hugo Boss-prijs

- Bibsys: 15045865
- Bibliothèque nationale de France: cb161519796 (data)
- Gemeinsame Normdatei: 128750731
- International Standard Name Identifier: 0000 0000 7852 2029
- Library of Congress Control Number: no2004112898
- Nationale Bibliotheek van Israël: 987007496453905171
- PIC: 304300
- Réseau des bibliothèques de Suisse occidentale: 02-A016400320
- RKD-Nederlands Instituut voor Kunstgeschiedenis: 295501
- Système universitaire de documentation: 142288837
- Union List of Artist Names: 500122503
- Virtual International Authority File: 96584771
- WorldCat: E39PBJhGYpjDbGwryfTfRMYHG3